# Einäscherung von Altona
1. Phase: Schwedische Dominanz (1700–1709)
Dänischer Kriegsschauplatz (1700)
Humlebæk • Tönning I 
Livländ./ Estnischer Kriegsschauplatz (1700–1708)
Riga I • Jungfernhof • Varja • Pühhajoggi • Narva • Petschora • Düna • Rauge • Erastfer • Hummelshof • Embach • Tartu • Narva II • Wesenberg I • Wesenberg II
Ingermanländ./ Finnischer Kriegsschauplatz (ab 1701)
Archangelsk • Ladogasee • Nöteborg • Nyenschanz • Newa • Systerbäck • Petersburg • Wyborg I • Porvoo • Newa II • Koporje II • Kolkanpää
Litauisch-weißrussischer Kriegsschauplatz (1702–1706)
Vilnius • Saladen • Jakobstadt • Gemauerthof • Mitau • Grodno I • Olkieniki • Njaswisch • Klezk • Ljachawitschy
Polnischer Kriegsschauplatz (1702–1706)
Klissow • Pułtusk • Thorn • Lemberg • Warschau • Posen • Punitz • Tillendorf • Rakowitz • Praga • Fraustadt • Kalisch 
Russischer Kriegsschauplatz (1708–1709)
Grodno II • Golowtschin • Moljatitschi • Rajowka • Lesnaja • Desna • Baturyn • Koniecpol • Weprik • Opischnja • Krasnokutsk • Sokolki • Poltawa I • Poltawa II
2. Phase: Schweden in der Defensive (1710–1721)
Baltischer und Finnischer Kriegsschauplatz (bis 1714)
Riga II • Wyborg II • Pernau • Kexholm • Reval • Hogland • Pälkäne • Storkyro • Nyslott • Hanko 
Schwed./Norwegischer Kriegsschauplatz (1710–1721)
Helsingborg • Køge-Bucht • Bottnischer Meerbusen • Frederikshald I • Dynekilen-Fjord • Göteborg I • Strömstad • Trondheim • Frederikshald II • Marstrand • Ösel • Göteborg II • Södra Stäket • Grönham • Sundsvall
Norddeutscher Kriegsschauplatz (1711–1716)
Elbing • Wismar I • Lübow • Stralsund I • Greifswalder Bodden I • Stade • Rügen • Gadebusch • Altona • Tönning II • Stettin • Fehmarn • Wismar II • Stralsund II • Jasmund • Peenemünde • Greifswalder Bodden II • Stresow 
Die Einäscherung von Altona (auch Schwedenbrand von 1713 genannt) war eine Belagerung und geplante Niederbrennung der holsteinischen Stadt Altona durch den schwedischen General Graf Magnus Stenbock und seine Truppen. Sie fand am 9. Januarjul. / 20. Januar 1713greg. während des Großen Nordischen Krieges statt.

## Vorgeschichte
Der Machtbereich der schwedischen Krone war im südlichen Ostseeraum stark geschrumpft. Nach den Erfolgen der Russen und Sachsen im Baltikum und Pommern rückten diese immer weiter in Richtung Westen. Die schwedische Festung Stralsund wurde bereits 1711–12 belagert, diese Belagerung musste nur aus Mangel an Munition abgebrochen werden. Die schwedische Regierung entsandte Anfang September 1712 Graf Stenbock mit 10.000 Mann, um die schwedische Garnison in Stralsund zu verstärken und mit Nachschubgütern zu versorgen. Außerdem sollte Stenbock die Angreifer in eine Feldschlacht verwickeln und besiegen.
Die Verbündeten Russen, Sachsen und Dänemark planten für das Jahr 1712 die komplette Eroberung von Schwedisch-Vorpommern. Zu diesem Zweck wollten sich die sächsische und russische Armee mit der Armee der Dänen bei der Hansestadt Wismar vereinen und gemeinsam gegen die Schweden vorgehen.
Stenbock ahnte diesen Schritt und führte sein Heer, bestehend aus 14.000 Mann Infanterie und Kavallerie, zwischen die Armeen und griff die Sachsen und Dänen an. Begünstigt durch den Umstand, dass die russische Armee nicht schnell genug auf dem Schlachtfeld eintraf, errang der schwedische General den letzten großen Sieg für sein Königreich im Nordischen Krieg. Bei der Schlacht bei Gadebusch besiegte er 18.500 dänische und sächsische Soldaten und zog sich anschließend in Richtung Holstein zurück. Hier hoffte er, sich mit frischen Kräften zu verstärken und die Dänen, welche das Schlachtfeld in Richtung Westen verlassen hatten, einzuholen und zu vernichten.
Als Graf Stenbock von der Belagerung von Stade und der folgenden Kapitulation durch General Mauritz Vellingk erfuhr, erzürnte ihn die Art und Weise, wie die schwedische Garnison von den Landesherren im Stich gelassen wurde. Vellingk erzählte Stenbock nicht die ganze Wahrheit über die Belagerung und deren Ausgang und forderte Stenbock auf, als Vergeltungsmaßnahme Altona niederzubrennen. Vellingk behauptete inzwischen, die Stadt Altona und ihre Einwohner hätten die dänischen Truppen aktiv unterstützt. Diese Behauptung wurde nie bestätigt.

## Die Verhandlungen

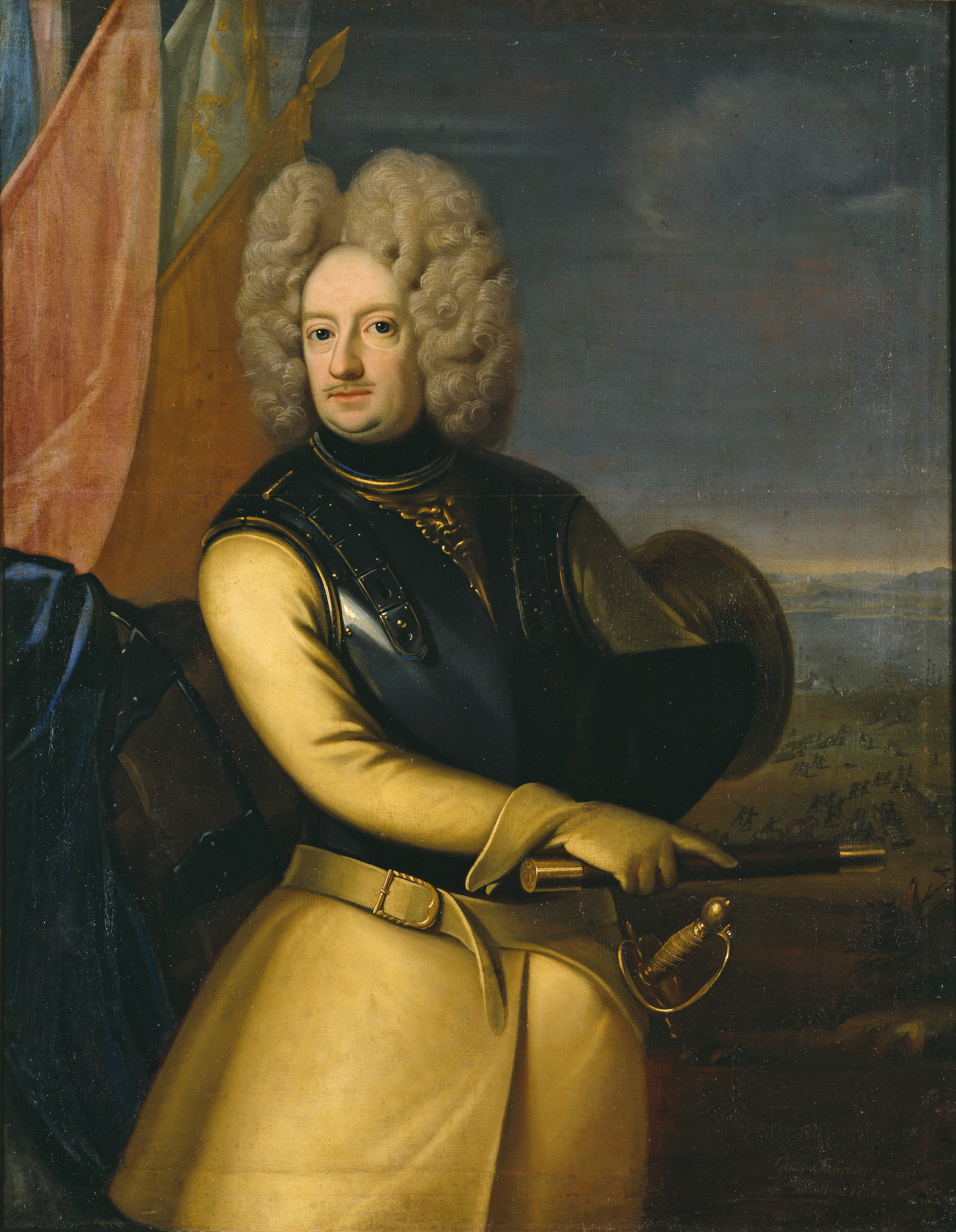
Magnus Stenbock mit Marschallstab

Am 7. Januar 1713 begann die Belagerung der Stadt. Diese hatte keine militärische Präsenz innerhalb der Mauern, welche die Einwohner und deren Hab und Gut verteidigen konnte. Nur ein altes hölzernes Tor und ein bereits eingefallener Graben umgaben die Stadt.
An diesem Abend ritt der Oberst Ulrich Karl von Bassewitz mit einer Abteilung Dragoner in die Stadt, um die Einwohner vor der bevorstehenden Brandschatzung zu warnen. Er erklärte den Stadträten, dass die einzige Möglichkeit, dieser Katastrophe zu entgehen, die Zahlung einer Entschädigung für den Verlust von Stade an den General Stenbock sei. Bassewitz gab die Ankunft des Feldherren am folgenden Tag bekannt und forderte die Vertreter der Stadt auf, sich schnellstmöglich auf den Weg zu begeben, um das nötige Geld in ihren Besitz zu bringen.
Noch am selben Abend geriet ein kleiner Teil der Stadt in Brand. Eine Abteilung Reiter unter dem Befehl des schwedischen Oberst Strömberg half nach Leibeskräften den Brand zu löschen. Diese Reiter nächtigten auch in der Stadt und forderten Unterkunft für sich und ihre 800 Pferde, sowie Bier, Branntwein und Lebensmittel.
Am folgenden Tag traf Stenbock 8 Uhr morgens in Altona ein. Er fuhr in einer Kutsche, bespannt mit sechs schwarzen Pferden, in die Stadt ein, eskortiert von Reitern vor und hinter der Kutsche. Vor dem Rathaus wurde er vom Propst Sass empfangen und dieser legte ihm die Lage der Stadt ans Herz. Altona habe sich vom großen Stadtbrand 1711 und der Pest noch nicht wieder erholt, außerdem litt man unter den Kriegszahlungen an die holsteinische Obrigkeit. Stenbock hörte dem Probst interessiert zu und fragte ihn abschließend eindringlich nach dem angeblichen Brotlager für die dänische Armee, welches sich laut General Vellingk in der Stadt befinden sollte. Der Probst erklärte, dass es ein solches Magazin in Altona nicht gebe und dass Vellingk lüge. Daraufhin begab sich der General in die für ihn bereitgestellten Räumlichkeiten im Rathaus und ließ sich ausgiebig bewirten. Anschließend ließ er nach den Vertretern der Stadt rufen und forderte von diesen 100.000 Reichstaler, sonst würde er die Stadt niederbrennen. Als diese die Zahlung nicht leisten konnten, arrestierte er sie.
Oberst Bassewitz wurde einige Zeit später zu den Arrestierten beordert. Diese boten ihm erst 24.000 und kurze Zeit später 36.000 Reichstaler an. Diese Summe war Stenbock viel zu wenig. Sie begründeten die geringe Summe damit, dass sie nur wenig Bargeld in der Stadt hätten. Das meiste Geld würde in Hamburger Bankhäusern sein.
Kurz nach dem Mittagsmahl begab sich der General mit einem kleinen Gefolge nach Hamburg. Eigentlich sollte auch ein Vertreter der Stadt mitgehen können, um Wechsel und Bürgschaften aus Hamburg zum Wohle der Stadt Altona mitzubringen. Stenbock allerdings verbot dies.
Als Stenbock am Abend aus Hamburg zurückkehrte, zitierte er die Vertreter erneut zu sich. Als diese erneut nicht mehr Geld aufweisen konnten, war er sehr erbost. General Vellingk hatte ihm in Hamburg erzählt, man hätte ihm 200.000 Reichstaler Schutzgeld angeboten, um die Einäscherung zu verhindern. Auch dies war wiederum eine Lüge Vellingks, der sich nur an den Einwohnern Altonas rächen wollte.
Als Stenbock merkte, dass er mit seiner Strategie nicht weiter kam und die Bürger der Stadt tatsächlich nicht mehr Geld aufbringen konnten, verringerte er seine Forderung auf 50.000 Reichstaler. Er schickte den Oberst Bassewitz zu den Stadtvertretern, um diese Geldsumme einzutreiben. Diese versicherten das Geld bis zum nächsten Mittag zu besorgen, dies genügte dem General aber nicht und er gab den Befehl die Stadt niederzubrennen.
Er ließ alle Glocken der Stadt läuten und gab den Einwohnern einige Stunden Zeit, sich in Sicherheit zu bringen.

## Der Brand

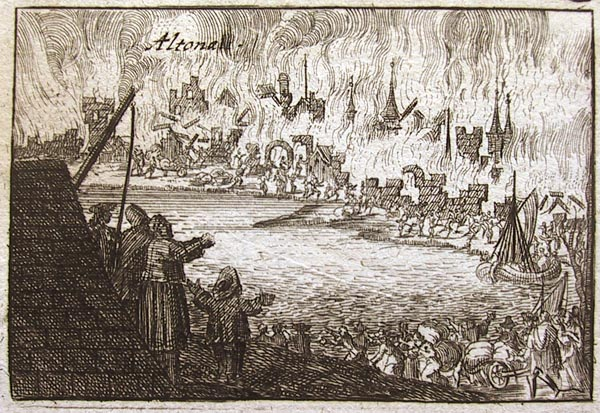
Schwedenbrand 1713

General Stenbock beauftragte den Oberst Strömberg mit der Aufgabe. Gegen Mitternacht wurde die Stadt in Brand gesteckt. Die Soldaten gingen von Haus zu Haus und zündeten diese mit Pechkränzen und Fackeln an. In der Breiten Straße hatten sich die Brauknechte der Bossener Brauerei versammelt. Sie schlugen die schwedischen Soldaten tot, welche zum Brandschatzen in die Gasse kamen und retteten ihre Brauerei so vor der Vernichtung.
Die Einwohner der Stadt retteten sich auf den Hamburger Berg und harrten bei eisiger Kälte unter freiem Himmel oder in gegrabenen Sandgruben aus. Es gibt auch Berichte von Einwohnern, welche Einlass in die Hansestadt Hamburg erbaten und diese trotz eisiger Januarskälte nicht erhielten. Der General Vellingk war zu dieser Zeit Gouverneur der Stadt und duldete keine Kooperation mit den Einwohnern von Altona.
Am nächsten Morgen waren fast alle Häuser niedergebrannt. 959 Häuser und 274 Buden fielen der Feuersbrunst zum Opfer. Nur die drei Kirchen und etwa 30 Häuser blieben verschont.

## Die Folgen

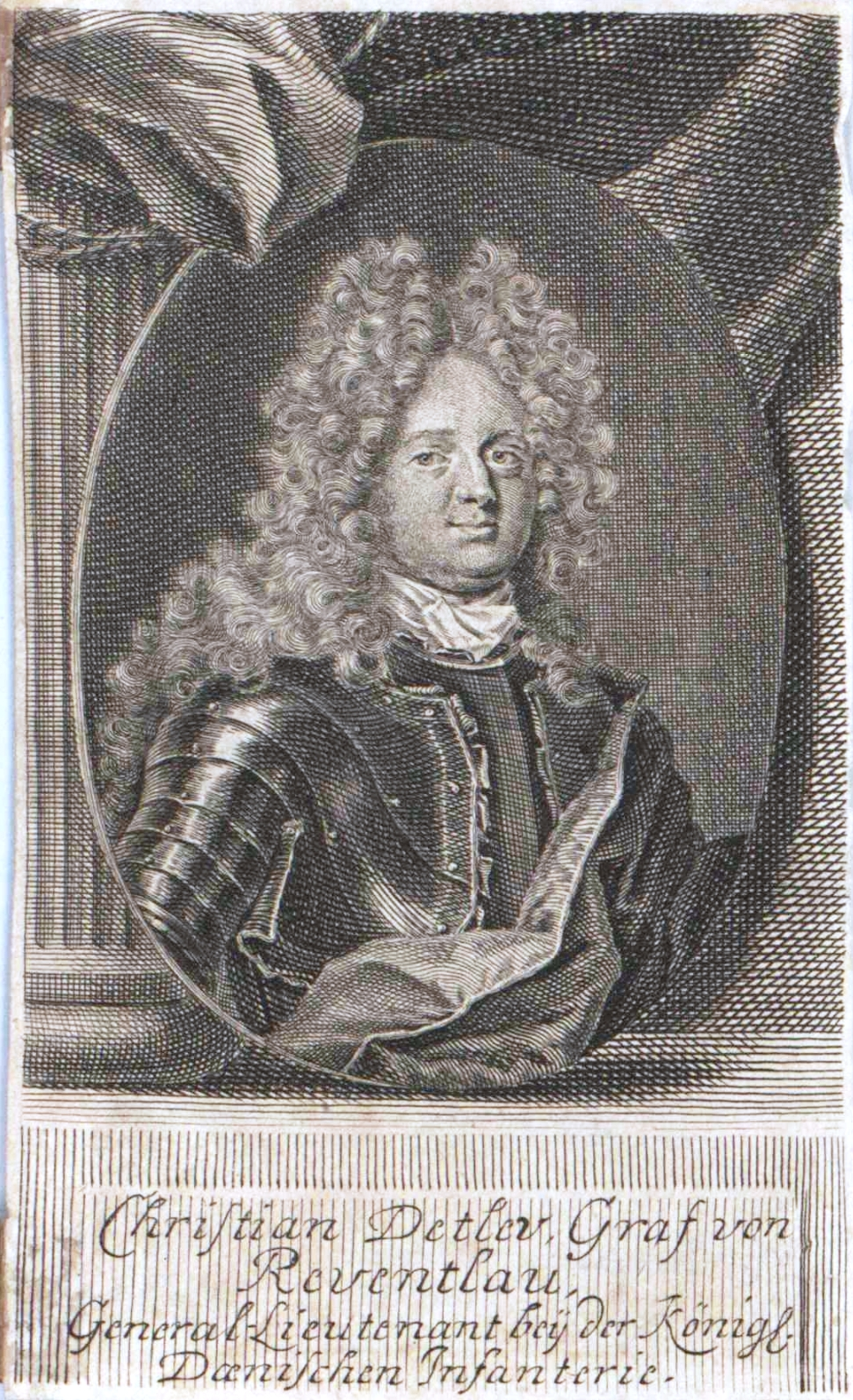
Christian Detlev von Reventlow

Als das Ausmaß dieser Aktion bekannt wurde, verurteilten viele europäische Herrschaftshäuser diese Art der Kriegsführung. Sogar der schwedische König Karl XII. soll sich missbilligend über diese von Stenbock durchgeführte Niederbrennung geäußert haben. In einem Brief an den König rechtfertigte dieser sich, nur auf direkten Befehl des Generals Vellingk gehandelt zu haben.
Der sächsische Generalfeldmarschall Flemming nannte die Einäscherung von Altona einen Verstoß gegen das Völkerrecht. Kein Heer habe das Recht, einen offenen und unbewehrten Ort niederzubrennen.
Später bedauerte und bereute der schwedische General die Niederbrennung. Er schrieb, dass ihn ab diesem Tage das Unglück anhaftete und er keinen glücklichen Tag mehr erlebt habe.
Am 16. März 1713 ernannte der dänische König Friedrich IV. den Grafen Christian Detlev von Reventlow zum Oberpräsidenten der Stadt. Am 18. März erhielt er per königlichem Dekret die Aufgabe, die Stadt wieder aufzubauen. Reventlow erhielt den Beinamen Neugründer von Altona.
Bereits im April 1713 wurde begonnen, die ersten 100 Häuser – allesamt aus Stein – zu errichten; gleichzeitig entstanden Gericht, Gefängnis und eine „Akzise-Einnehmerbude“ (Steuerzahlstelle) neu. Im Februar 1714 entließ der Oberpräsident die bisherigen Magistratsmitglieder wegen Unfähigkeit, Korruption und Trunksucht (und setzte bis zu seiner eigenen Demissionierung auch keinen Bürgermeister mehr ein); im selben Jahr wurde der Schiffsanleger an der Elbe wieder errichtet, 1715 der Rathaus- und der Fischmarkt erweitert und 1716 mit dem Bau des von Stallknecht im barocken Stil entworfenen Rathauses begonnen (fertiggestellt 1721). An Altonas einstiger und heutiger Prachtstraße, der Palmaille, die zwischenzeitlich völlig heruntergekommen und nur noch von Reepschlägern zum Seildrehen genutzt worden war, ließ Reventlow 1717 vier Lindenreihen pflanzen und beidseitig Fahrwege anlegen, um eine „publike Allee“ zu schaffen. Im Ergebnis dieser und der hierunter genannten Maßnahmen zählte das weitgehend zerstörte Altona schon 1720 wieder so viele Bewohner wie vor den beiden Bränden.

## Internetquellen
- Nachricht über den Brand von Altona 1713
- Die Abgebrannten von Altona 1711 und 1713